# Pelle flyttar till Komfusenbo
Pelle flyttar till Komfusenbo är en svensk barnfilm från 1990 i regi av Johanna Hald. Filmen är baserad på novellen med samma namn från Astrid Lindgrens novellsamling Kajsa Kavat utgiven 1950.

## Rollista
- Mattias Johansson – Pelle
- Lena Endre – mamma
- Krister Henriksson – pappa

## Musik i filmen i urval
- "Med dej i mina armar", musik av Kai Gullmar, text av Hasse Ekman